# Cirat (kommunhuvudort)

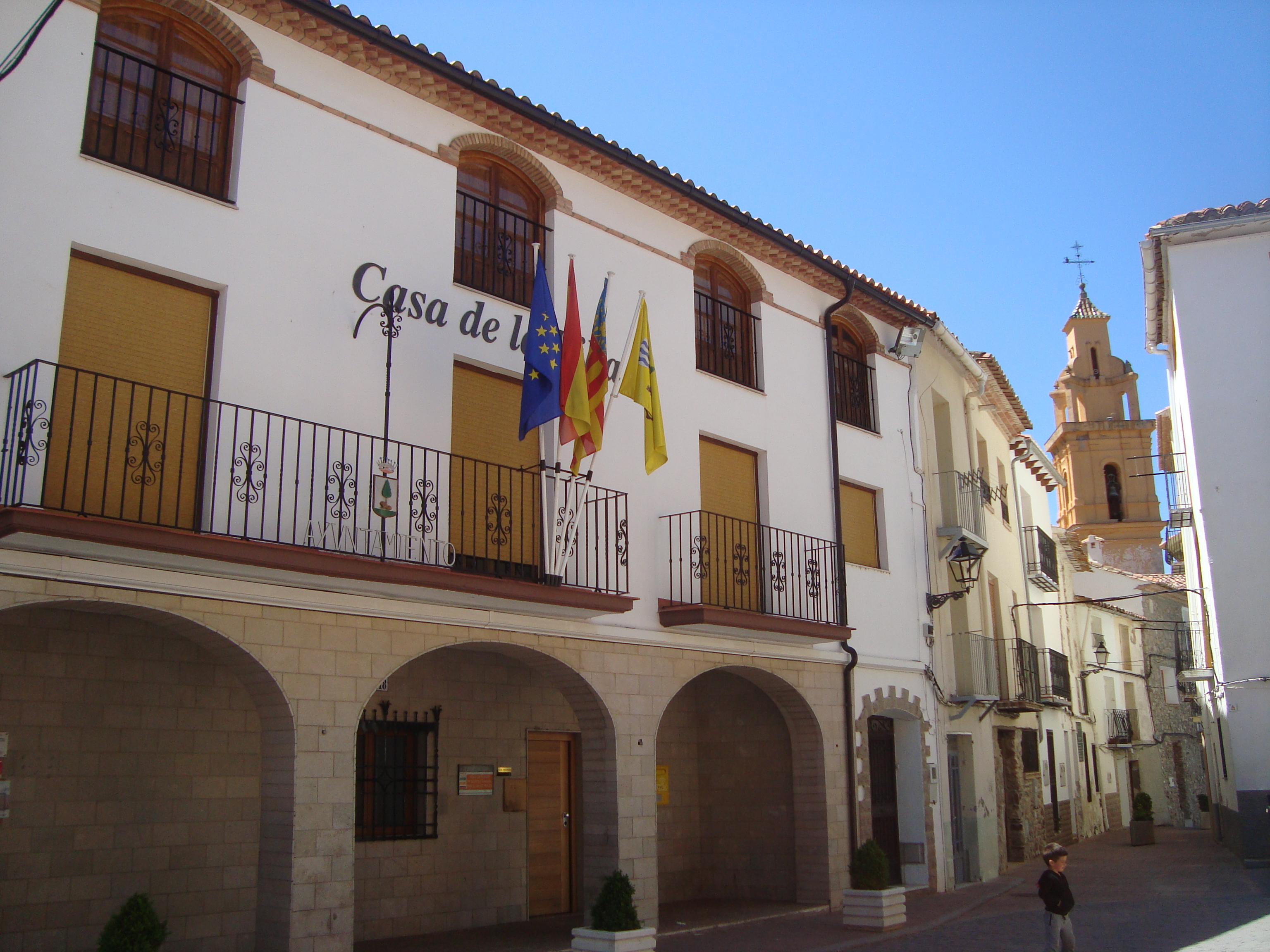
Cirat (Castellón)

Cirat är en kommunhuvudort i Spanien.   Den ligger i provinsen Província de Castelló och regionen Valencia, i den östra delen av landet, 280 km öster om huvudstaden Madrid. Cirat ligger 447 meter över havet och antalet invånare är 304.
Terrängen runt Cirat är huvudsakligen kuperad. Cirat ligger nere i en dal. Runt Cirat är det glesbefolkat, med 17 invånare per kvadratkilometer. Närmaste större samhälle är Onda, 18,7 km sydost om Cirat. 

## Externa länkar

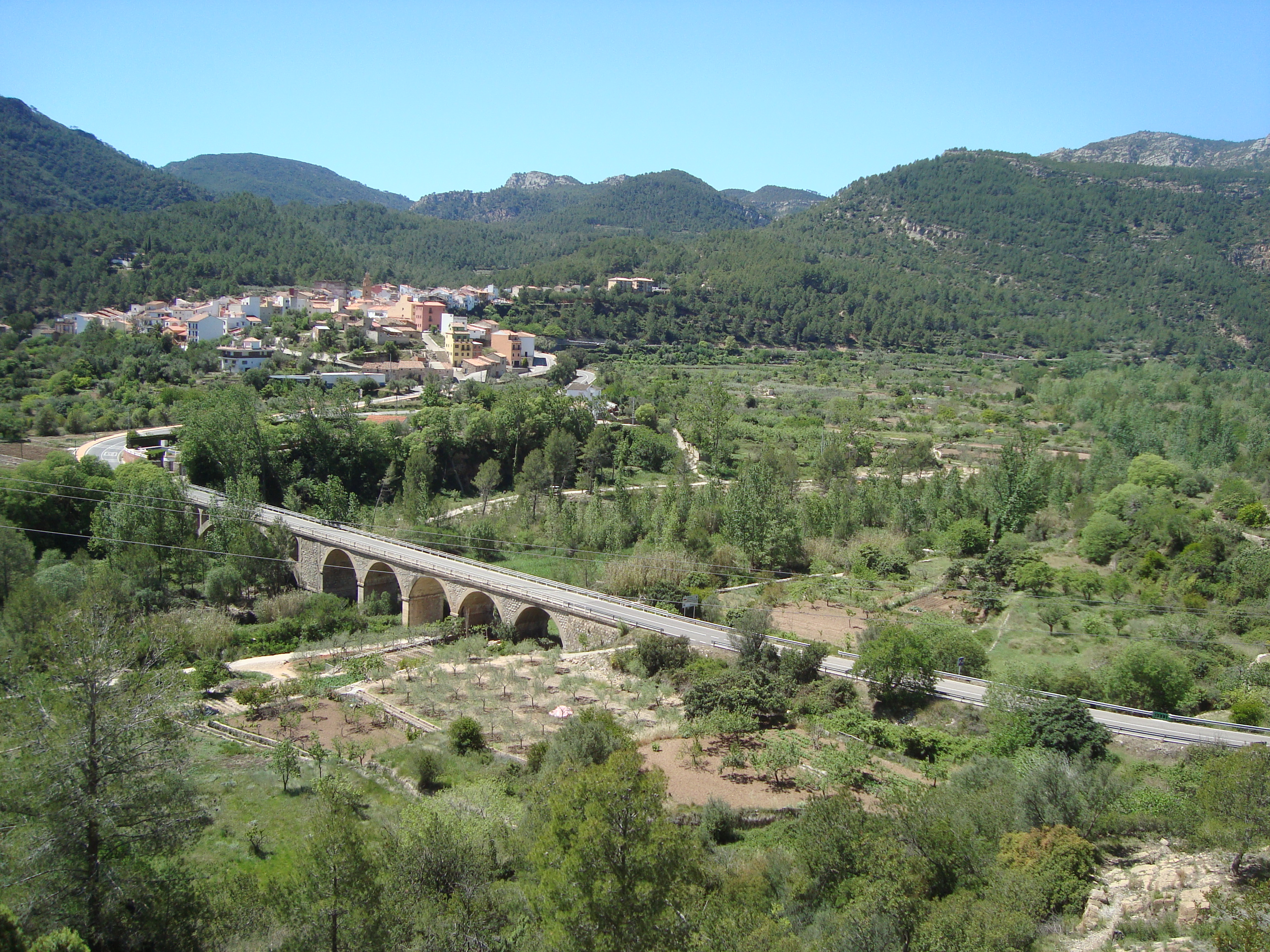
Cirat (Castellón)

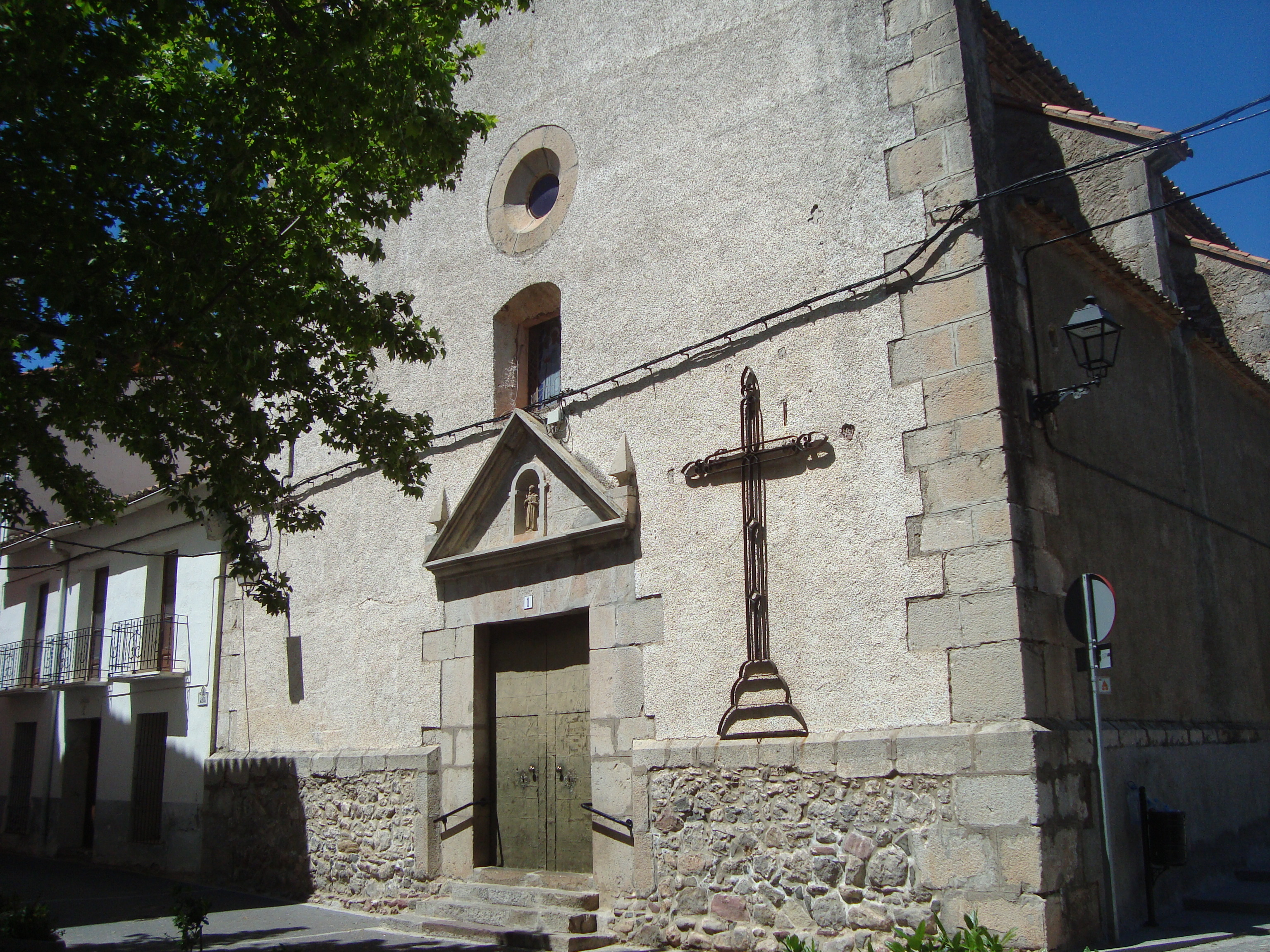
Iglesia Parroquial de San Bernardo (Cirat)

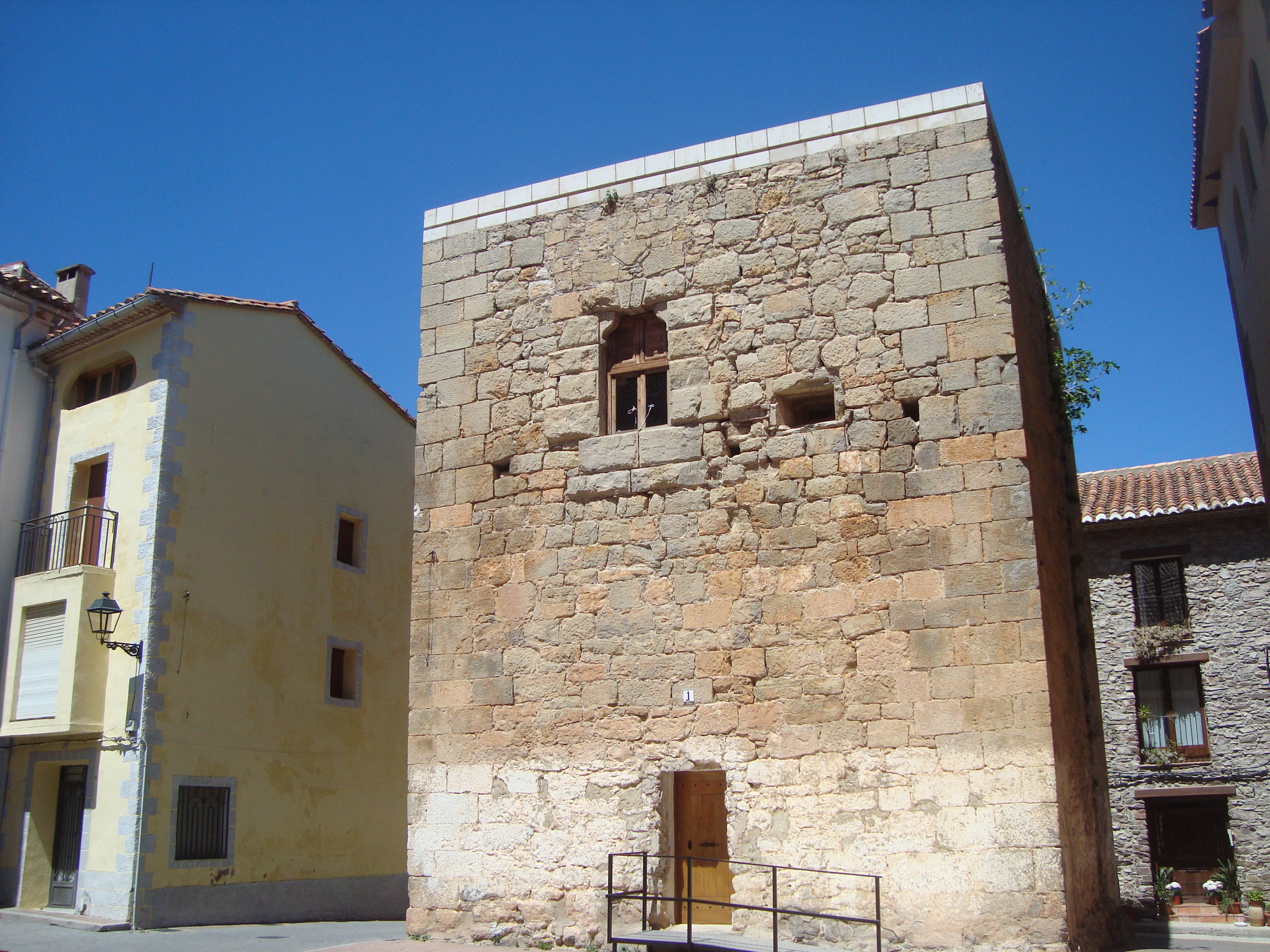
Torre de Cirat